# Divers Alert Network

Logo des Divers Alert Network

Das Divers Alert Network (DAN) ist ein internationales Netzwerk zur Verbesserung der Sicherheit beim Tauchen. Es bietet Hilfsleistungen, Versicherungen sowie Aus- und Fortbildungsmaßnahmen für Sporttaucher, Tauchlehrer und Tauchmediziner an. Sitz der internationalen Organisation ist Durham (North Carolina), Vereinigte Staaten.

## Geschichte
Die Organisation wurde 1980 in den USA und in Italien unter dem Namen National Diving Accident Network durch Tauchmediziner gegründet. Der Gründung ging die Erkenntnis voraus, dass bei Tauchunfällen meist nicht ausreichendes Fachwissen zur Verfügung steht. Auch die möglichst schnelle Koordination von Rettungsmaßnahmen, wie der Transport zur nächsten Dekompressionskammer, war oft mit erheblichen Schwierigkeiten verbunden.
1991 erfolgte die Vereinigung von verschiedenen regionalen Verbänden zum International Divers Alert Network. Die organisatorisch (z. B. Mitgliederpflege, Aushandlung der Versicherungsleistungen) nach wie vor eigenständigen Verbände sind DAN America, DAN Europe, DAN Southern Africa, DAN Japan sowie DAN Asia-Pacific.
Stand März 2017 hat DAN Europe fast 100.000 Mitglieder.

## Tätigkeiten
Die Organisation unterhält weltweit zentrale Notrufnummern, die im Fall von Tauchunfällen tauchmedizinischen Rat durch Spezialisten geben und die Verfügbarkeit von Dekompressionskammern prüfen können. Zudem werden Tauchnotfallzentren finanziell und technisch gefördert.
DAN unterstützt auch Forschungen zur Tauchsicherheit und Weiterentwicklung von Tauchgeräten und Notfallausrüstungen. DAN führt unter anderem Kurse zur Ersten Hilfe durch, die auf maritime Lagen zugeschnitten sind, wie etwa zur Sauerstoffgabe in Notfällen, der medizinischen Wiederbeatmung oder der halbautomatischen Defibrillation bei Kreislaufstillstand durch Kammerflimmern.
Die Versicherungspolicen werden von Tauchsportorganisationen in der Regel als Versicherungsnachweis für Tauchlehrer anerkannt. Die wasserfeste Versicherungskarte wird in einigen Ländern als Nachweis für die finanzielle Deckung einer medizinischen Behandlung akzeptiert.

## Alert Diver
Alert Diver ist das Organ von DAN. Es enthält neben Beiträgen zu Themen der Tauchsicherheit u. a. auch Artikel über Tauchziele und zur Meeresumwelt mit Bildern von renommierten Unterwasserfotografen. Neben der Druckausgabe wird das gleichnamige Online-Magazin herausgegeben.
Druckausgabe
Die vom US-amerikanischen Unterwasserfotografen Stephen Frink herausgegebene englischsprachige Zeitschrift erscheint vierteljährlich mit einer Druckauflage von über 170.000 Exemplaren. Nach Angaben von DAN wird die Zeitschrift von etwa 230.000 aktiven Tauchern gelesen und soll damit das auflagenstärkste Tauchmagazin der Welt sein.
Online-Magazin
Das gleichnamige Online-Magazin steht unter www.alertdiver.com in englischer, spanischer und portugiesischer Sprache zur Verfügung. Die Europa-Ausgabe wird von DAN Europe unter alertdiver.eu in neun Sprachen veröffentlicht (deutsch, englisch, finnisch, französisch, italienisch, niederländisch, polnisch, spanisch, tschechisch).